# Fábio Freitas
Fábio Sousa de Freitas (São Bernardo do Campo, 19 de agosto de 1985), é um político brasileiro, pastor e deputado estadual, filiado ao Republicanos.

## História
Apesar de nascido em São Bernardo do Campo, Fábio Freitas mudou-se para Belém no ano de 2014 e assumiu a presidência do antigo PRB em 2015 por indicação do líder nacional Marcos Pereira.
Em 2018 disputou pelo estado do Pará a vaga de deputado estadual, sendo eleito naquele ano e reeleito em 2022.
Em fevereiro de 2021, foi diagnosticado com COVID-19, ficando internado por 34 dias e sendo entubado por 13 dias. Apesar de ter sofrido uma parada cardiorrespiratória por seis minutos, Freitas conseguiu sobreviver, mesmo tendo 80% dos pulmões comprometidos, tendo alta posteriormente.

## Desempenho em eleições
| Ano  | Eleição          | Coligação                      | Partido      | Candidato a       | Votos          | Resultado |
| ---- | ---------------- | ------------------------------ | ------------ | ----------------- | -------------- | --------- |
| 2018 | Estadual no Pará | Por um Pará melhor (PRB / PMB) | PRB          | Deputado estadual | 63.768 (1,59%) | Eleito    |
| 2022 | Estadual no Pará | Sem coligação                  | Republicanos | Deputado estadual | 58.689 (1,29%) | Eleito    |